# Costipamento (calcestruzzo)

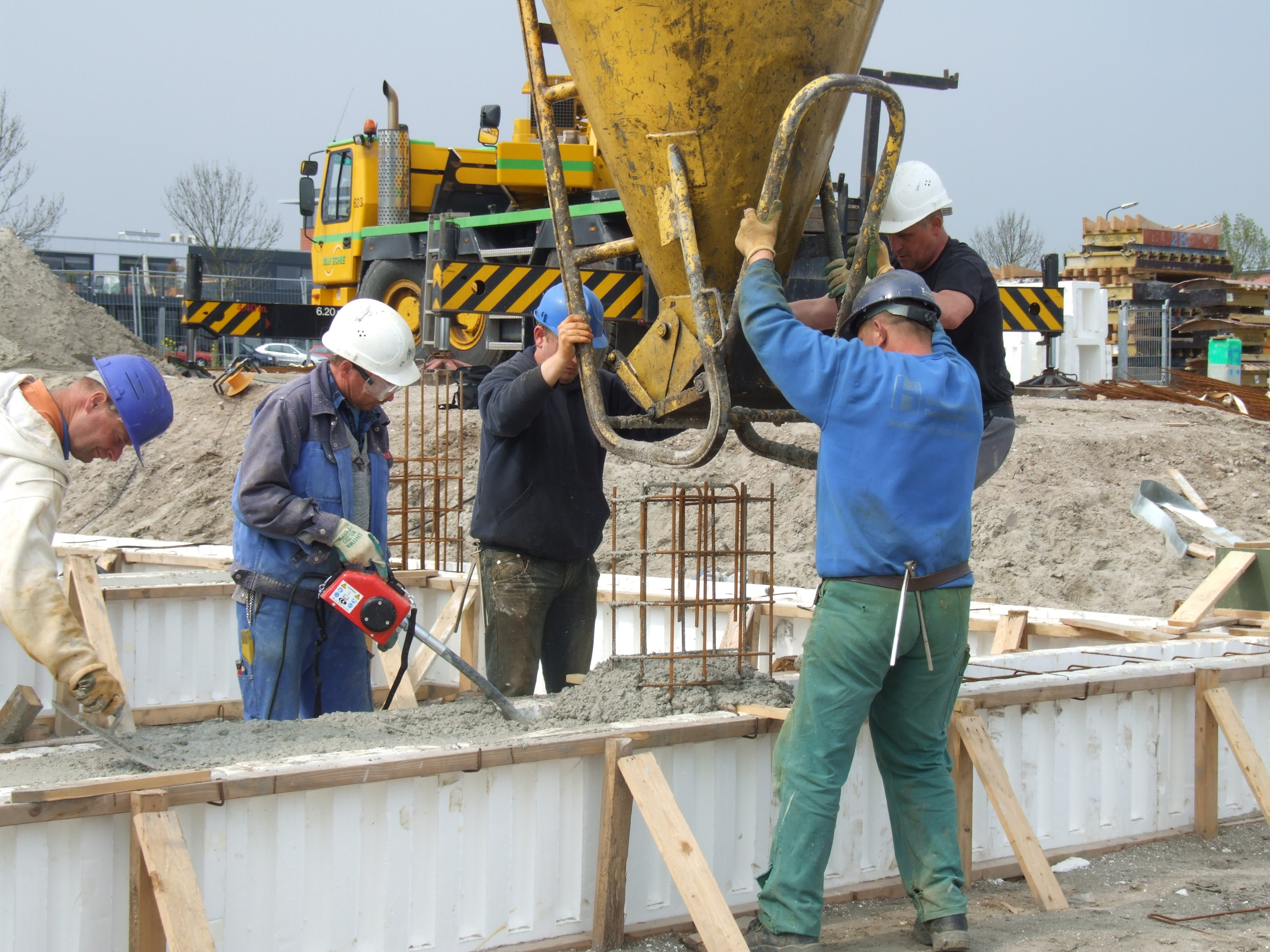
costipamento del calcestruzzo con vibratore ad ago

Il costipamento o costipazione del calcestruzzo ha la funzione di garantire al conglomerato fresco la maggior compattezza, omogeneità e densità possibile.
La resistenza finale del calcestruzzo è assai influenzata dal grado di costipazione raggiunto durante la messa in opera.
Un buon costipamento è legato alla lavorabilità del calcestruzzo fresco, la quale deve essere garantita mediante lo studio di un idoneo progetto di miscela, che deve garantire un impasto che abbia la classe di consistenza richiesta dal progettista.

## Criteri
L'energia di costipamento può essere trasmessa al calcestruzzo mediante due criteri diversi, che possono essere utilizzati contemporaneamente:
- con vibrazione interna: normalmente viene utilizzato il vibratore ad ago (vibratori ad immersione), il quale viene introdotto direttamente all'interno della massa del calcestruzzo fresco. L'ago vibrante deve essere introdotto verticalmente e spostato, da punto a punto nel calcestruzzo, ogni 50 cm circa; la durata della vibrazione verrà protratta nel tempo in funzione della classe di consistenza del calcestruzzo;
- con vibrazione esterna: l'energia di vibrazione viene trasmessa da apparecchi (vibratori a parete) fissati direttamente alla casseforma, attraverso la quale si trasmette all'impasto. L'effetto della vibrazione si fa risentire per una profondità di circa 20–30 cm e per una larghezza di 1–2 m. Pertanto per effettuare una buona vibrazione, la disposizione degli apparecchi vibranti deve essere studiata caso per caso.

## Difetti
Un calcestruzzo mal compattato può presentare al suo interno vuoti e altri difetti, come i nidi di ghiaia, che aumentando la permeabilità della matrice cementizia agli agenti aggressivi, col rischio di comprometterne la durabilità.
Inoltre la presenza dei vuoti interni alla massa può causare una riduzione dell'aderenza calcestruzzo-acciaio poiché le armature metalliche risulterebbero non completamente avvolte dal conglomerato.
Infine la mancanza di compattezza del calcestruzzo determina anche un abbattimento delle proprietà meccaniche del materiale.

## Post-costipazione
La post-costipazione consiste nell'effettuare una costipazione con vibratori esterni, 15 - 45 min dopo la prima costipazione.

Con questo trattamento si aumenta di molto la resistenza meccanica del calcestruzzo.

## Grado di compattazione

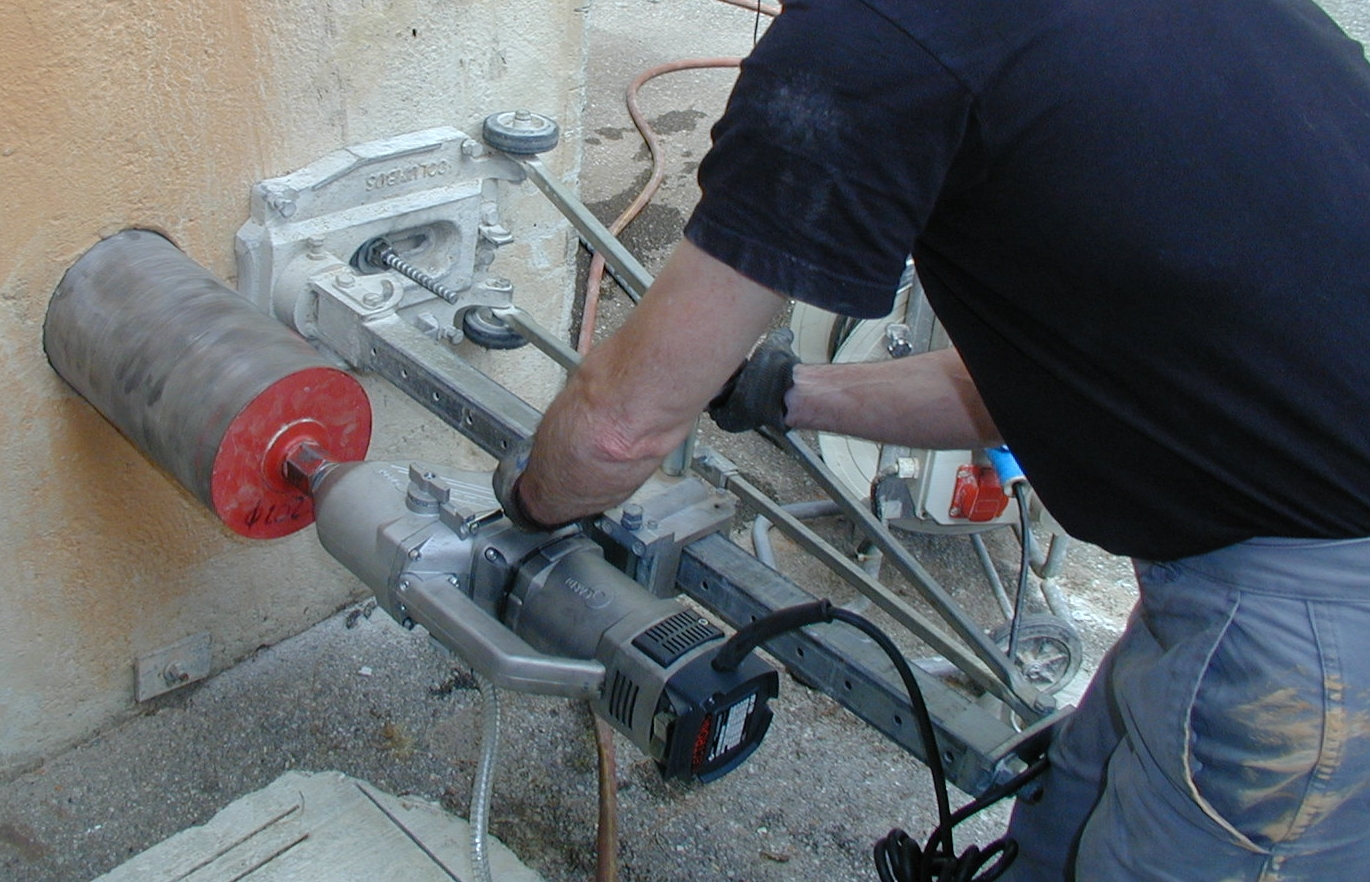
Carotatrice stazionaria in azione

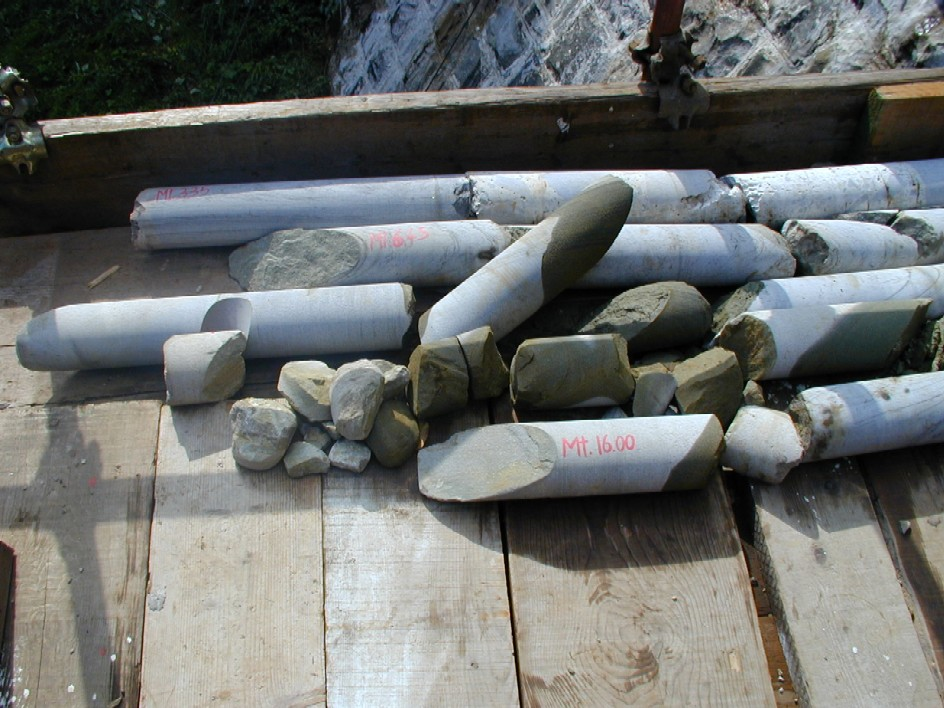
"carote" di campionamento del corpo di una diga con indicazione della profondità raggiunta

Il grado di compattazione del calcestruzzo è definito come il rapporto fra la densità ρv0 di un provino cubico (o cilindrico) prelevato durante il getto del calcestruzzo, e quella ρv di una carota estratta dalla struttura:
- gc=ρv/ρv0.

Il grado di compattazione permette di stabilire l'entità del costipamento conseguito dal calcestruzzo in opera rispetto a quella ideale che è rappresentato dal cubetto in calcestruzzo confezionato in corso d'opera, il quale di norma viene costipato a rifiuto (compattazione completa) e stagionato in condizioni standard (20 °C e UR≥95%) che di norma sono diverse da quelle riscontrabili in cantiere.
Come è evidente il valore massimo che può raggiungere gc è 1, situazione che si verifica quando il costipamento del calcestruzzo in opera viene effettuato con la stessa efficienza con cui si compatta lo stesso conglomerato dei provini.
Il valore del grado di compattazione influenza la resistenza meccanica del materiale, minore è il suo valore, pertanto maggiore è il volume dei vuoti per difetto di costipamento del calcestruzzo in opera, maggiore è la riduzione della resistenza meccanica della struttura rispetto a quella del calcestruzzo fornito in cantiere ma non ancora posato.
Inoltre all'aumentare del volume di vuoti diminuisce anche il grado di durabilità del materiale.
Per verificare il rispetto del valore di Rck del calcestruzzo fornito in cantiere si è sempre fatto riferimento alla resistenza a rottura di provini cubici Rc di calcestruzzo, confezionati come prescritto in precedenza (gc = 1), ed applicando i seguenti controlli di accettazione proposti dalla normativa vigente:
- controllo di tipo “A”, che si riferisce a getti di miscela omogenea non siano superiori a 1500 m³;
- controllo di tipo “B” o controllo statistico, da applicarsi obbligatoriamente nel caso i getti di miscela omogenea siano superiori a 1500 m³.

È evidente che in realtà queste verifiche, anche se soddisfatte, non garantiscono che la resistenza del calcestruzzo in opera sia conforme a quella prevista negli allegati progettuali poiché di norma in questo caso gc < 1, perché in cantiere è difficile ottenere una compattazione a rifiuto e le condizioni ambientali non sono quasi mai quelle standard.
A tal proposito le NTC 2008 richiedono anche che il valore della resistenza meccanica fc in opera ottenuta da carote estratte dalla struttura debba essere non minore dell'85% del valore teorico stabilito dal progettista.
Di tutto questo, il progettista, per una completa progettazione strutturale, dovrebbe tenere conto in fase di progetto.
Esistono formule che permettono di considerare il valore di gc nell'individuazione della resistenza caratteristica a compressione Rck.
Una di queste formule è:
- Rck = Rcak/(4gc -3,2) (MPa)

dove 
- Rck è la resistenza caratteristica della fornitura, riferita alla bocca della autobetoniera;
- Rcak è la resistenza caratteristica della struttura.

Pertanto si può agire nel seguente modo:
Supponiamo che il progettista, per rispettare le condizioni statiche e le condizioni di durabilità del materiale, abbia bisogno di un valore della resistenza in opera pari a Rcak; il progettista fissa un valore gc, in base alla classe di consistenza:
| consistenza secondo Abrams | coefficiente gc |
| S2                         | 0,90-0,93       |
| S3                         | 0,93-0,95       |
| S4                         | 0,95-0,97       |
| S5                         | 0,97-0,98       |

Sostituendo i valori così ottenuti nella formula precedente si ricava il valore di Rck
del calcestruzzo che dovrà essere fornito in cantiere.
Pertanto per consentire la verifica della qualità del calcestruzzo da fornire in cantiere il progettista deve indicare:
- la classe di resistenza (Rck);
- la classe di esposizione;
- la classe di consistenza;
- il diametro massimo dell'inerte.

Il rispetto di queste prescrizioni è una responsabilità del fornitore del calcestruzzo e comunque il Direttore dei lavori è tenuto a controllare la conformità alle prescrizioni progettuali mediante:
- controllo di tipo A o B per verificare Rck;
- controllo con prova al cono di Abrams o prove similari, per verificare la consistenza dell'impasto fresco;
- misurazione degli inerti più grossi.

Ma il rispetto di queste prescrizioni garantisce solo la bontà del calcestruzzo fornito in cantiere ma non può garantire che nella struttura sia presente il conglomerato con le caratteristiche di resistenza e durabilità prescritte dal progettista.
A tal fine è necessario indicare negli allegati progettuali anche le seguenti prescrizioni:
- lo spessore del copriferro in funzione della classe di esposizione;
- la durata della stagionatura umida a cui devono essere sottoposte le membrature appena scasserate;
- il valore di gc.

Il rispetto di tutte queste prescrizioni garantiscono sia la buona qualità del calcestruzzo in opera, anche ai fini della durabilità, che il rispetto del valore Rcak richiesto dal progettista.

## Vibratore ad immersione

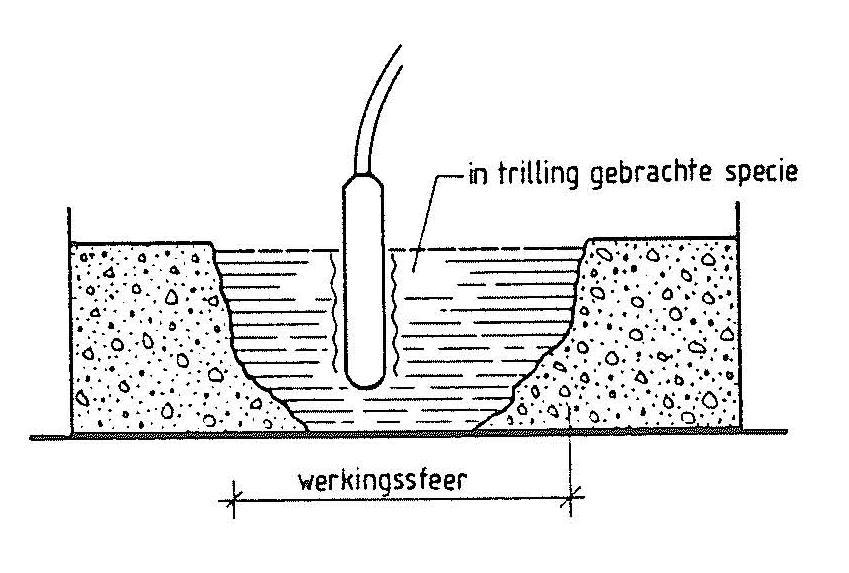
vibratore ad ago

Il vibratore ad ago è un apparecchio elettrico utilizzato per la vibrazione puntuale del calcestruzzo.

L'ago vibrante è costituito da una parte immersa (con motore elettrico ad alta frequenza) di forma cilindrica, da un tubo di manovra in gomma e da un cavo di alimentazione con spina ed interruttore manuale

Il campo di applicazione è facile da individuare poiché si genera intorno all'apparecchio una superficie di malta di forma pressoché circolare di raggio r dal quale fuoriescono le bolle d'aria.

Una buona vibrazione del getto deve essere effettuata con una batteria di vibratori ad ago posti ad interasse di 2r.

Per una buona costipazione con i vibratori ad ago, il getto va eseguito per strati uniformi di spessore non troppo elevato (es. 50 cm).

È possibile riconoscere quando un getto è sufficientemente costipato poiché dopo un certo tempo dall'inizio della vibrazione, sulla superficie del getto si forma una poltiglia di malta fine, di aspetto lucido, inoltre le bolle d'aria che risalgono si fanno più rare.
A questo punto si può ritenere completato il costipamento.

Continuando la vibrazione si rischia la segregazione del calcestruzzo con la separazione in superficie in misura crescente della frazione fine e dell'acqua e accumulo sul fondo della frazione più pesante.

Questo fenomeno è più marcato nei calcestruzzi fluidi.

In ogni caso è preferibile una vibrazione più prolungata ad una di breve durata.

### Durata della vibrazione
La durata dell'azione del vibratore ad ago è funzione della classe di consistenza del calcestruzzo da compattare.

La seguente tabella mette in relazione il tempo di vibrazione con la relativa classe di consistenza. 
| Classe di consistenza (al cono di Abrams) | t(s)  |
| S1                                        | 25-30 |
| S2                                        | 20-25 |
| S3                                        | 15-20 |
| S4                                        | 10-15 |
| S5                                        | 5-10  |